# Linea IRT Jerome Avenue
La linea IRT Jerome Avenue, nota anche come linea IRT Woodlawn, è una linea, intesa come infrastruttura, della metropolitana di New York situata nel Bronx. L'unico service che attualmente la utilizza è la linea 4.

## Percorso
|  |  |  | Unknown route-map component "utCONTg" |

|  |  | Unknown route-map component "uhKBHFa" | Urban tunnel straight track |

|  |  | Unknown route-map component "uhHST" | Urban tunnel straight track |

|  | Unknown route-map component "uKDSTaq" + Unknown route-map component "lhSTRa@fq" | Unknown route-map component "uhABZg+r" | Urban tunnel straight track |

|  | Unknown route-map component "uSTR+l" + Unknown route-map component "ulDST~F" | Unknown route-map component "uhKRZ" + Unknown route-map component "PORTALl" | Unknown route-map component "utABZgr+r" |

|  | Unknown route-map component "uSTR2" + Unknown route-map component "ulDST~G" | Urban stop on track + Unknown route-map component "uSTRc3" + Unknown route-map component "lhSTR(r)+hc3" + Unknown route-map component "lhSTR(l)" | Urban tunnel straight track |

|  | Unknown route-map component "uhSTRc1a" | Unknown route-map component "uhABZg+4" | Unknown route-map component "utLSTR" |

|  |  | Unknown route-map component "uhHST" |

|  |  | Unknown route-map component "uhHST" + Unknown route-map component "lHSTACC" |

|  |  | Unknown route-map component "uhHST" |

|  |  | Unknown route-map component "uhBHF" |

|  |  | Unknown route-map component "uhHST" |

|  |  | Unknown route-map component "uhHST" |

|  |  | Unknown route-map component "uhHST" |

|  |  | Unknown route-map component "uhHST" |

|  | Unknown route-map component "uexhCONTgq" | Unknown route-map component "uehABZgr" | Unknown route-map component "utLSTR3" |

|  | Unknown route-map component "utSTRc2" | Unknown route-map component "utSTR3+1" + Unknown route-map component "uhHST" + Unknown route-map component "lHSTACC" | Unknown route-map component "utSTRc4" |

| Unknown route-map component "utCONT1" | Unknown route-map component "uhSTR" + Unknown route-map component "hPORTALf" + Unknown route-map component "utSTRc4" |

|  |  | Urban tunnel straight track | Unknown route-map component "utCONT3" + Unknown route-map component "utSTRc2" |

|  | Unknown route-map component "utSTRc2" | Unknown route-map component "utKRZ3+1t" + Urban tunnel station on track | Unknown route-map component "utSTRc4" |

| Unknown route-map component "utSTR3+1" + Unknown route-map component "utSTR2+1" + Unknown route-map component "ulCONTf3" | Urban tunnel straight track + Unknown route-map component "utSTRc34" |

| Unknown route-map component "utSTRc1" | Unknown route-map component "utABZg+4" |

|  | Urban tunnel stop on track |

|  |  | Urban tunnel straight track | Unknown route-map component "utCONTg" |

|  |  | Unknown route-map component "utBS2l" | Unknown route-map component "utBS2r" |

|  |  | Unknown route-map component "utKRZW" |

|  |  | Unknown route-map component "utCONTf" |